# Christina Charlotta Sinclair
Christina Charlotta Sinclair, född 4 mars 1750, död 30 december 1806 i Slaka församling, Östergötlands län, var en svensk hovfröken.

## Biografi
Christina Charlotta Sinclair föddes 1750. Hon var dotter till greven Fredrik Carl Sinclair och Sofia Johanna Reuter af Skälboö. Sinclair blev 18 december 1770 hovfröken hos drottningen. Hon avled 1806 på Lambohov i Slaka socken.

### Familj
Sinclair gifte sig 27 oktober 1793 med överstelöjtnanten Carl Svante Montgomery (1756–1826), son till David Christoffer Montgomery och Ebba Christina Holst.